# Ура-Губа
Ура́-Губа́ — село в Кольском районе Мурманской области. Центр и единственный населённый пункт одноимённого сельского поселения. Вблизи села расположена Кислогубская приливная электростанция.
В 1938—1941 годах Ура-Губа была центром Полярного района.

## Население
| 1939 | 2002 | 2010 | 2012 | 2013 | 2014 | 2015 |
| ---- | ---- | ---- | ---- | ---- | ---- | ---- |
| 627  | ↗747 | ↘517 | ↘508 | ↘481 | ↘469 | ↘460 |
| 2016 | 2017 | 2018 | 2019 | 2020 | 2021 | 2023 |
| ↘451 | ↘431 | ↘424 | ↘418 | ↘405 | ↘358 | ↘351 |

Численность населения проживающего на территории населённого пункта, как и всего сельского поселения, по данным Всероссийской переписи населения 2010 года, составляет 517 человек, из них 263 мужчины (50,9 %) и 254 женщины (49,1 %).

## Известные уроженцы, жители
Шукаев, Алексей Борисович (1963-2000) — гвардии рядовой Вооружённых Сил Российской Федерации, участник антитеррористических операций в период Второй чеченской войны, погиб при исполнении служебных обязанностей во время боя 6-й роты 104-го гвардейского воздушно-десантного полка у высоты 776 в Шатойском районе Чечни.